# Vértesi Leánder Péter
Vértesi Leander Péter, Cucania (Tata, 1846. február 24. – Tihany, 1909. augusztus 14.) Szent Benedek-rendi áldozópap és tanár.

## Élete
1866. szeptember 8-án lépett a rendbe; teológiai tanulmányait Pannonhalmán elvégezvén, 1871. október 12-én miséspappá szentelték; 1871-72-ben betegsége miatt Tihanyban tartózkodott. 1872 és 1878 között gimnáziumi tanár volt Pápán, 1878-tól Komáromban, ugyanott a dalegyesületnek elnöke. Cucania családi nevét 1868-ban változtatta Vértesire. 1899-ben nyugalomba vonult Tihanyba.
Cikke a pápai gimnázium Értesítőjében (1878. A materialismus és a világ eredete).

## Munkája
- A komáromi dalegyesület évi rendes közgyűlése 1894. ápr. 29. Elnöki jelentés. Komárom, 1893 (A komáromi dalegyesület Évkönyve. 30. egyesületi év)